# 封孝琰
封孝琰（523年—573年），字士光，封隆之之侄。北齐时期人物。

## 生平
封孝琰早年丧父，年十六，魏襄城王元旭辟为主簿，释褐秘书郎中，天保元年，为太子舍人，典文记，出入东宫，甚有令望。天保三年，母亲去世丁忧去职。服阕返回鄴城，俄迁中书舍人，转司空掾。迁秘书丞，以本官典机密事宜，兼散骑常侍，出任聘陈使主，在道遥授中书侍郎。回国后，坐受魏收嘱，牒其门客从行事发，付南都狱，被判处鞭二百，除名。天统三年，除太尉府从事中郎、通直散骑常侍、南阳王高绰友，判并省吏部郎中事，仍摄左丞，赴晋阳典机密。寻正吏部。转散骑常侍。
与和士开结怨，受其诬陷，又因女婿范阳王高绍义受到北齐后主猜忌，被后主命人鞭打，几乎致死。和士开死后，为通直散骑常侍，任聘周使副，出使北周。回国后兼尚书左丞，祖珽辅政时，奏入文林馆撰《御览》。
北齐皇太后胡氏与僧人昙献通奸，被后主发觉，令封孝琰审理，他搜索其家，大获珍异，悉以没官。由是正授尚书左丞，仍令奏门下事。
武平四年（573年）十月三十日与崔季舒、张雕虎、刘逖、裴泽、郭遵等人諫止後主前往晉陽，被以謀反誅杀，时年五十一。北周建德六年正月廿六日，追赠使持节、仪同大将军、广州刺史，瀛洲平舒县开国男，邑三百户。粤以大象元年岁次己亥十月己未朔廿七日乙酉，即安于旧茔（河北景县封氏墓群）。
夫人崔娄诃，博陵安平人。祖父崔习，并州刺史。父崔叔业，汲郡太守。开皇十九年六月廿八日遘疾薨于冠盖里舍，春秋七十二。以其年十一月十二日祔葬于旧茔。四子封君确、封君静、封君严、封君赞。封君确、君静二人以父罪徙北边，武平五年南安王高思好反，君确等二人皆坐死。少子君严、君赞下蚕室（宫刑）。

## 家族

### 祖父
- 封回，司空孝宣公

### 父亲
- 封兴之，雍州刺史、殿中尚书、文侯

### 夫人
- 崔娄诃

### 子女
- 封君确，夫人陇西李氏，李仁舒之女
- 封君静
- 封君严
- 封君赞
- 封僧儿，嫁渤海李明绪，兖州刺史李子贞之子
- 封阿尼，嫁安定梁孝让，仪同三司梁子彦之子
- 封饶弟，嫁范阳卢公礼，卢师道之子